# Загае (Краковский повет)
Зага́е (пол. Zagaje) — село в Польше в сельской гмине Ивановице Краковского повета Малопольского воеводства.
В 1975—1998 годах село входило в состав Краковского воеводства.

## Население
По состоянию на 2013 год в селе проживало 68 человек.
| 2010 | 2013 |
| ---- | ---- |
| 72   | 68   |

| Перепись  | Всего   | Всего | Женщины | Женщины | Мужчины | Мужчины |
| --------- | ------- | ----- | ------- | ------- | ------- | ------- |
| Единицы   | человек | %     | человек | %       | человек | %       |
| Население | 68      | 100   | 36      |         | 32      |         |